# Pentaphlebia stahli
Pentaphlebia stahli är en trollsländeart som beskrevs av W. Foerster 1909. Pentaphlebia stahli ingår i släktet Pentaphlebia och familjen Amphipterygidae. IUCN kategoriserar arten globalt som sårbar. Inga underarter finns listade i Catalogue of Life.